# 国際ゲーム開発者協会
国際ゲーム開発者協会（こくさいゲームかいはつしゃきょうかい、International Game Developers Association IGDA）とは、コンピューターゲーム開発および産業を支援するNPO団体。
ゲーム開発者「個人」を対象としており、情報共有とコミュニティ育成を通した業界支援をミッションに掲げている。
アーネスト・W・アダムスによって1994年夏にコンピュータゲーム開発者協会(CDGA)として立ち上げられ、1998年までCDGAの名称を使用していた。2014年のGame Developers ConferenceではIGDA20周年記念行事が行われた。
日本では、ゲーム・ジャーナリストの新清士が中心となって、2002年4月にIGDA東京が発足し、2004年4月にIGDA日本と改称した。CEDEC、OGCなどゲームにかかわるカンファレンスには、IGDA日本がかかわっているセッションもある。また必ずしも開発者向けではない、DiGRA JAPANなどのゲーム研究にかかわる活動にも協力している。
IGDA日本は2012年12月に東京都より特定非営利活動法人として認定された。日本にはIGDA日本以外にIGDA関西、IGDA福岡、IGDA東北、IGDA南九州、IGDA名古屋（設立順）があり、それぞれが連携をとりながら、独自の活動を行っている。また学生支部（アカデミックチャプター）としてIGDA琉球大学がある。ただし上下関係はなく、いずれもIGDA本体に連なる地域支部である。